# Sa’id as-Sawakin
Sa’id as-Sawakin, Saïd Souaken (ar. سعيد السواكن; ur. 1957) – marokański zapaśnik walczący przeważnie w stylu klasycznym. Dwukrotny olimpijczyk. Odpadł w eliminacjach turnieju w Los Angeles 1984 i Seulu 1988. Startował w kategorii 68 kg.
Zdobył srebrny medal na igrzyskach śródziemnomorskich w 1987, czwarte miejsce w 1979 i szósty w 1983. Trzynastokrotny medalista mistrzostw Afryki, w tym złoty w 1981, 1984, 1985 i dwukrotnie w 1982. Triumfator igrzysk panarabskich w 1985. Złoty i brązowy medalista mistrzostw Arabskich w 1983. Piąty w Pucharze Świata w 1984 roku.
Turniej w Los Angeles 1984
Przegrał wszystkie walki, kolejno z Rumunem Ștefan Negrișanem i Austriakiem Dietmarem Streitlerem.
Turniej w Seulu 1988
Pokonał Salwadorczyka Gustavo Manzura i przegrał z Jugosłowianinem Nandorem Sabo i Finem Tapio Sipilä